# 679 v. Chr.
Portal Geschichte | Portal Biografien | Aktuelle Ereignisse | Jahreskalender | Tagesartikel

◄ |
8. Jahrhundert v. Chr. |
7. Jahrhundert v. Chr. |
6. Jahrhundert v. Chr. |
►

◄ | 690er v. Chr. | 680er v. Chr. | 670er v. Chr. | 660er v. Chr. |
650er v. Chr. |
►

◄◄ | ◄ | 682 v. Chr. | 681 v. Chr. | 680 v. Chr. | 679 v. Chr. |
678 v. Chr. |
677 v. Chr. |
676 v. Chr. |
► |
►►

## Ereignisse

### Wissenschaft und Technik
- 2. Regierungsjahr des assyrischen und babylonischen Königs Asarhaddon (679 bis 678 v. Chr.):
  - Im babylonischen Kalender fiel das babylonische Neujahr des 1. Nisannu auf den 14.–15. März,[1]; der Vollmond im Nisannu auf den 27.–28. März[1], der 1. Simanu auf den 12.–13. Mai[1] und der 1. Tašritu auf den 7.–8. Oktober.[1][2]
  - Ausrufung des Schaltmonats Ululu II, der am 8. September[1] beginnt.
  - Assyrische Schreiber protokollieren ihre Beobachtungsergebnisse der Mondfinsternis vom 25./26. Mai[1] (14. Simanu: 25.–26. Mai[1]).